# Siddharta (музичка група)
Сидхарта (изворно Siddharta) словеначки је петочлани рок (иако их неки критичари убрајају у пауер метал) састав, који је настао 1995. године и један је од најпознатијих новијих словеначких бендова. Крајем 1996. године имали су први наступ са сопственим песмама у клубу К4 у Љубљани. Шест година после, 13. септембра 2003, имали су велики концерт на Бежиграјском стадиону у Словенији, заједно са Симфонијским оркестром РТВ (Радио-телевизија Словенија), којем је присуствовало 34.000 људи.

## Чланови
- Томи Меглич — вокал, пратећи вокал, гитара
- Примож Бенко — гитара, пратећи вокал
- Јани Хаце — бас
- Томаж О. Роус — клавијатуре (од 1999)
- Цене Ресник — саксофон, клавијатуре (од 1996)
- Боштјан Меглич — бубњеви

## Дискографија
- ID (1999)
- Lunanai EP (2000)
- Nord (2001)
- Silikon delta (2002)
- Rh− (2003)
- Rh− Bloodbag Limited Edition (2003)
- Rave EP (2005)
- Rh− Special Edition (2005)
- Rh− (English) (2005)
- My Dice EP (2005)
- Petrolea (2006)